# Isole Cayman ai Giochi della XXXII Olimpiade
Le Isole Cayman hanno partecipato ai Giochi della XXXII Olimpiade, che si sono svolti a Tokyo, Giappone, dal 23 luglio all'8 agosto 2021 (inizialmente previsti dal 24 luglio al 9 agosto 2020 ma posticipati per la pandemia di COVID-19) con cinque atleti, due uomini e tre donne.
Si è trattato dell'undicesima partecipazione di questo paese ai Giochi estivi.

## Delegazione
| Sport            | Uomini | Donne | Totale |
| ---------------- | ------ | ----- | ------ |
| Atletica leggera | 1      | 1     | 2      |
| Ginnastica       | 0      | 1     | 1      |
| Nuoto            | 1      | 1     | 2      |
| Totale           | 2      | 3     | 5      |

## Atletica leggera
| Q | Qualificato al turno successivo per la posizione in qualificazione                                                           |
| q | Qualificato per il turno successivo per ripescaggio o, negli eventi su campo, conquistando la misura minima per qualificarsi |

Maschile
Eventi su pista e strada
| Atleta      | Evento      | Batteria  | Batteria  | Semifinale      | Semifinale      | Finale          | Finale          |
| Atleta      | Evento      | Risultato | Posizione | Risultato       | Posizione       | Risultato       | Posizione       |
| ----------- | ----------- | --------- | --------- | --------------- | --------------- | --------------- | --------------- |
| Kemar Hyman | 100 m piani | 10"41     | 7°        | non qualificato | non qualificato | non qualificato | non qualificato |

Femminile
Eventi su pista e strada
| Atleta       | Evento      | Batteria  | Batteria  | Semifinale      | Semifinale      | Finale          | Finale          |
| Atleta       | Evento      | Risultato | Posizione | Risultato       | Posizione       | Risultato       | Posizione       |
| ------------ | ----------- | --------- | --------- | --------------- | --------------- | --------------- | --------------- |
| Shalysa Wray | 400 m piani | 53"61     | 7ª        | non qualificata | non qualificata | non qualificata | non qualificata |

## Ginnastica artistica
Femminile
| Atleta       | Evento               | Qualificazione | Qualificazione | Qualificazione | Qualificazione | Qualificazione | Qualificazione | Finale          | Finale          | Finale          | Finale          | Finale          | Finale          |
| Atleta       | Evento               | Attrezzo       | Attrezzo       | Attrezzo       | Attrezzo       | Totale         | Posizione      | Attrezzo        | Attrezzo        | Attrezzo        | Attrezzo        | Totale          | Posizione       |
| Atleta       | Evento               | CL             | V              | P              | T              | Totale         | Posizione      | CL              | V               | P               | T               | Totale          | Posizione       |
| ------------ | -------------------- | -------------- | -------------- | -------------- | -------------- | -------------- | -------------- | --------------- | --------------- | --------------- | --------------- | --------------- | --------------- |
| Raegan Rutty | Concorso individuale | 10.633         | 12.133         | 8.566          | 8.283          | 39.615         | 80°            | non qualificata | non qualificata | non qualificata | non qualificata | non qualificata | non qualificata |

## Nuoto
| Atleta         | Gara                             | Batterie | Batterie | Semifinali      | Semifinali      | Finale          | Finale          |
| Atleta         | Gara                             | Tempo    | Pos.     | Tempo           | Pos.            | Tempo           | Pos.            |
| -------------- | -------------------------------- | -------- | -------- | --------------- | --------------- | --------------- | --------------- |
| Brett Fraser   | 50 m stile libero maschili       | 22"46    | 33º      | non qualificato | non qualificato | non qualificato | non qualificato |
| Jillian Crooks | 100 metri stile libero femminili | 57"32    | 41ª      | non qualificata | non qualificata | non qualificata | non qualificata |